# Xã Dublin, Quận Fulton, Pennsylvania
Xã Dublin (tiếng Anh: Dublin Township) là một xã thuộc quận Fulton, tiểu bang Pennsylvania, Hoa Kỳ. Năm 2010, dân số của xã này là 1.264 người.